# Meisenberg (Gemeinde Deutsch-Griffen)
Meisenberg ist eine Ortschaft in der Gemeinde Deutsch-Griffen im Bezirk St. Veit an der Glan in Kärnten. Die Ortschaft hat 8 Einwohner (Stand 1. Jänner 2025).

## Lage
Meisenberg liegt im Südosten der Gemeinde Deutsch-Griffen, sonnseitig am Höhenrücken zwischen dem Tal des Griffenbachs und jenem des Glödnitzbachs. Zur Ortschaft gehören die Höfe Wernig (Nr. 1), Gradenegger (Nr. 5), Oberer Amaisbauer (Nr. 7, samt zwei Neubauten: Nr.  7a und 7b) und Stadimayer (Nr. 8; ein benachbartes landwirtschaftliches Gebäude wird als Joglbauer bezeichnet). Hingegen existieren die Höfe Meissenberger (östlich benachbart vom Wernig), Minkendorfer (südöstlich vom Wernig) und Überfelder (zwischen Wernig und Gradenegger) nicht mehr. 

## Geschichte
1303 wird Meuswerch urkundlich erwähnt. Der Ortsname deutet auf das Vorkommen von Mäusen hin. Der Hofname Gradenegger kann auf einen mittelalterlichen Wehrbau hinweisen, doch sind von einem solchen weder Spuren noch urkundliche Nachweise erhalten.
Ab Gründung der politischen Gemeinden Mitte des 19. Jahrhunderts gehörte Meisenberg zur Gemeinde Deutsch-Griffen. Bei der Kärntner Gemeindestrukturreform von 1973 kam der Ort an die damals neu errichtete Gemeinde Weitensfeld-Flattnitz, seit deren Auflösung 1991 gehört die Ortschaft wieder zur Gemeinde Deutsch-Griffen.

## Bevölkerungsentwicklung
Für die Ortschaft ermittelte man folgende Einwohnerzahlen:
- 1869: 11 Häuser, 64 Einwohner[4]
- 1880: 9 Häuser, 46 Einwohner[5]
- 1890: 7 Häuser, 68 Einwohner[6]
- 1900: 7 Häuser, 70 Einwohner[7]
- 1910: 6 Häuser, 51 Einwohner[8]
- 1923: 4 Häuser, 31 Einwohner[9]
- 1934: 32 Einwohner[10]
- 1961: 4 Häuser, 21 Einwohner[11]
- 2001: 4 Gebäude (davon 4 mit Hauptwohnsitz) mit 5 Wohnungen und 5 Haushalten; 13 Einwohner und 2 Nebenwohnsitzfälle; 0 Arbeitsstätten, 3 land- und forstwirtschaftliche Betriebe[12]
- 2011: 4 Gebäude, 13 Einwohner, 4 Haushalte, 0 Arbeitsstätten[13]
- 2021: 6 Gebäude, 8 Einwohner, 6 Haushalte, 1 Arbeitsstätte[14]